# Елизијум (филм)
Елизијум (енгл. Elysium) је амерички научнофантастични филм из 2013. године редитеља и сценаристе Нила Бламкампа. Продуценти филма су Бил Блок, Нил Бламкамп и Сајмон Кинберг. Музику је компоновао Рајан Амон.
Глумачку екипу чине Мат Дејмон, Џоди Фостер, Шарлто Купли, Алис Брага, Диего Луна, Вагнер Моура и Вилијам Фикнер. Светска премијера је била одржана 9. августа 2013. у Сједињеним Америчким Државама.
Буџет филма је износио 115 000 000 долара, а зарада од филма је 286 100 000 долара.

## Радња
Године 2159. постоје две класе људи. Једна, веома богата живи у свемирској станици, коју је човек направио и зове се Елизијум, док друга живи на пренасељеној и руинираној Земљи. Људи са Земље очајни својом позицијом желе да побегну од сиромаштва и криминала који влада планетом. Њима је потребна врхунска медицинска нега која је једино доступна на Елизијуму, али људи из свемирске станице не желе да им неко омета луксузни начин живота.

## Улоге
| Глумац         | Улога           |
| -------------- | --------------- |
| Мат Дејмон     | Макс да Коста   |
| Џоди Фостер    | Џесика Делакурт |
| Шарлто Купли   | агент Кругер    |
| Алис Брага     | Фреј Сантиаго   |
| Диего Луна     | Хулио           |
| Вагнер Моура   | Спајдер         |
| Вилијам Фикнер | Џон Карлил      |